# 蒙加亚尔 (奥德省)
蒙加亚尔（法語：Montgaillard，法語發音：[mɔ̃ɡajaʁ] ⓘ）是法国奥德省的一个市镇，属于纳博讷区。

## 地理
蒙加亚尔（42°54'37"N, 2°37'28"E）面积16.72 平方千米，位于法国奧克西塔尼大區奥德省，该省份为法国南部沿海省份，北起塔恩省，西北接上加龙省，西接阿列日省，南至东比利牛斯省，东临地中海，东北与埃罗省接壤。
与蒙加亚尔接壤的市镇（或旧市镇、城区）包括：代尔纳克耶特、迪亚克-苏佩尔佩蒂斯、迈松、马萨克、帕代恩、鲁菲阿克代科尔比埃、蒂尚。

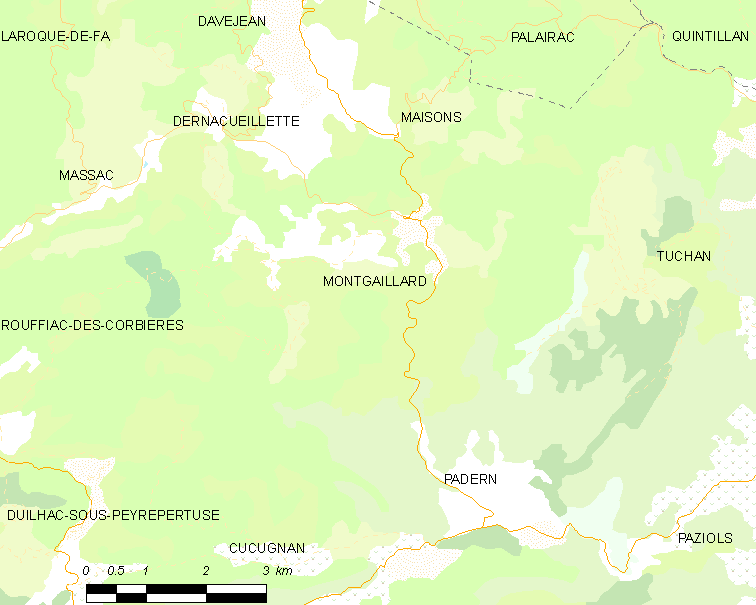
的OSM定位图

蒙加亚尔的时区为UTC+01:00、UTC+02:00（夏令时）。

## 行政
蒙加亚尔的邮政编码为11330，INSEE市镇编码为11245。

## 政治
蒙加亚尔所属的省级选区为莱科比耶尔县。

## 人口

1962-2008年间人口变化图示

蒙加亚尔于2022年1月1日时的人口数量为37人。